# عايد المناع
عايد المناع كاتب سياسي وإعلامي كويتي، ومحاور في برنامج اللوبي على قناة العدالة الكويتية.

## نبذة
- وُلد الدكتور عايد سماوي المناع الظفيري بالكويت من عام (1949).
- عمل مستشاراً إعلامياً في مكتب وزير الكهرباء والماء عام 1995–1996.
- بدأ الكتابة الصحافية منذ السبعينات وفي عام 1975 التحق بجريدة الوطن محرراً طلابيياً، واستمر فيها سنوات لحين إغلاقها، ثم عمل رئيسا للهيئة الأستشارية العليا في جمعية الصحفيين الكويتيين.
- يحمل شهادة الدكتوراه في الإدارة العامة.
- يعمل الآن أستاذاً مساعداً في كلية الدراسات التجارية.[2]